# Dżadidyzm
Dżadidyzm – nowa metoda nauczania w szkołach islamskich (medresach) oraz ruch intelektualny obecny wśród muzułmanów w Rosji dziewiętnastowiecznej, którego celem była modernizacja kultury islamskiej z uwzględnieniem elementów nacjonalistycznych. Chodziło też o identyfikację oraz integrację środowiska muzułmańskiego w Rosji carskiej. Nie bez znaczenia była chęć odrodzenia znaczenia Tatarszczyzny po okresie rusyfikacji.
Nazwa ruchu pochodzi o arabsko-perskiego wyrażenia "usul-i dżadid", tj. "nowa metoda".
Dżadidyzm najwięcej zwolenników posiadał na Krymie oraz wśród skupisk tatarskich w Guberni Kazańskiej, Orenburgu oraz Ufie w Baszkirii.
W szkołach tatarskich adaptowano zdobycze pedagogiczne Zachodu, kładziono nacisk na elementy racjonalizmu, indywidualizmu oraz otwartości intelektualnej. Pracowano nad zmniejszeniem analfabetyzmu wśród społeczności tatarskiej, nie pomijając wykształcenia kobiet. Przygotowywano unowocześnione podręczniki do nauki prawa, zastanawiano się nad stosunkiem religii do gospodarki i kapitalizmu, promując postawę etycznej przedsiębiorczości. Jednym z głównych przedstawicieli kierunku był İsmail Gaspıralı.
Na przełomie XIX i XX wieku ruch rozszerzył się na inne społeczności islamskie we wschodnich guberniach Rosji, szczególnie Turkiestanu Zachodniego, w tym w Bucharze. Połączył się z ruchem pan-islamizmu, a także panturkizmu (turanizmu). Niektórzy zwolennicy dżadidyzmu dążyli do stworzenia zjednoczonego autonomicznego państwa islamskiego wyodrębnionego od Rosji i Turcji albo autonomicznego regionu muzułmańskiego w ramach Cesarstwa Rosyjskiego. Tym sposobem w dżadidyzmie ujawniał się rys nacjonalistyczny.